# Александар Лењов
Александар Иванович Лењов (рус. Алекса́ндр Ива́нович Ленёв; 25. септембар 1944 — 12. новембар 2021) био је руски и совјетски фудбалер. 

## Биографија
Играо је за млађе клатегорије клуба Химик Стаљиногорск. Потом је прешао 1964. у Шињик из Јарославља. Следеће године је прешао у Торпедо из Москве, где је играо 7 година. Године 1971. бранио је боје Волге из Горког, а 1972. игра за Торпедо Кутаиси. Године 1973. прелази у Металург из Туле (данас Арсенал), где завршава фудбалску каријеру 1974. године.
Наступио је 10 пута за репрезентацију Совјетског Савеза. Био је у саставу репрезентације Совјетског Савеза на Европском фудбалском првенству 1968. године, са екипом је освојио четврто место. 
Преминуо је после дуге болести 12. новембра 2021. године.

## Успеси

### Клуб
- Првенство СССР: 1965.
- Куп СССР: 1968.